# ریچ‌ویل (کالیفرنیا)
ریچ‌ویل (به انگلیسی: Richvale) یک منطقهٔ مسکونی در ایالات متحده آمریکا است که در شهرستان بیوت، کالیفرنیا واقع شده‌است. ریچ‌ویل ۲٫۴۰۱ کیلومتر مربع مساحت و ۲۴۴ نفر جمعیت دارد و ۳۳ متر بالاتر از سطح دریا واقع شده‌است.